# Centropyge fisheri
Centropyge fisheri är en fiskart som först beskrevs av Snyder, 1904.  Centropyge fisheri ingår i släktet Centropyge och familjen Pomacanthidae. IUCN kategoriserar arten globalt som livskraftig. Inga underarter finns listade i Catalogue of Life.